# Karl Mauss
Karl Mauss (ur. 17 maja 1898 w Plön, zm. 9 lutego 1959 w Hamburgu) – oficer w stopniu generała wojsk pancernych, dowódca Wehrmachtu z czasów II wojny światowej. Jeden z 27 oficerów odznaczonych Krzyżem Rycerskim Krzyża Żelaznego z Liśćmi Dębu, Mieczami i Brylantami.

## Życiorys

### Początek kariery
Karl Mauss urodził się w mieście Plön w Szlezwiku-Holsztynie (Niemcy). Mając zaledwie 16 lat, zgłosił się na ochotnika do wojska. Dzięki protekcji swojego ojca, służył w 162 pułku strzelców. Razem z oddziałem walczył pod Arras, La Bassée, we Flandrii, nad Sommą i Isonzo. Jako najmłodszy żołnierz dywizji (17 lat) został odznaczony Krzyżem Żelaznym drugiej klasy. Wsławił się podczas walk nad Sommą. Rok później został awansowany do stopnia podporucznika. Krótko po tym jego dywizja została przeniesiona na wschód w region Karpat. Podczas walk na tym froncie został odznaczony Krzyżem Żelaznym pierwszej klasy.
Po zakończeniu I wojny światowej na krótko rozstał się z wojskiem. Przed 1922 przeprowadził się do Hamburga. Tam zamknął przewód doktorski, oraz otworzył gabinet stomatologiczny. Jednak cywilny tryb życia nie przypadł Karlowi do gustu. Dlatego w 1934 roku ponownie wstąpił w szeregi wojska. 1 kwietnia 1938 roku został awansowany do stopnia majora.

### II wojna światowa
Dr Mauss służył w 20 Dywizji Piechoty Zmotoryzowanej z którą wziął udział w ataku na Polskę (1939). W maju 1940 roku dywizja w której służył została przeniesiona na zachód. Brał udział w kampanii francuskiej. Zasłynął wtedy umiejętnym wykorzystaniem technik walki, jakie poznał w trakcie I wojny światowej.
1 kwietnia 1941 roku został awansowany do stopnia podpułkownika. Od samego początku brał udział w kampanii radzieckiej (Plan Barbarossa). W trakcie trwania tej kampanii zasłynął pokonaniem oddziału radzieckiego nad rzeką Ugrą. Za tę bitwę został odznaczony Krzyżem Rycerskim Krzyża Żelaznego. W 1942 został awansowany do stopnia pułkownika. Kolejny pokaz umiejętności dowódczych dał wyprowadzając ze stosunkowo niewielkimi stratami, dowodzony przez siebie oddział z bitwy na łuku kurskim. Został za to nagrodzony dodaniem Liści Dębowych do Krzyża Rycerskiego.
W styczniu 1944 został mianowany dowódcą 7 Dywizji Pancernej. W kwietniu tego samego roku został awansowany do stopnia Generalmajora, a w październiku otrzymał Miecze (nr 101.) do Krzyża Rycerskiego i awans do stopnia Generalleutnanta; tuż potem został ciężko raniony odłamkami pocisku artyleryjskiego. W lutym 1945 roku w Gdyni amputowano mu nogę. Nieco później, bo w kwietniu 1945 roku, został awansowany do stopnia General der Panzertruppe, a także – jako jeden z ostatnich dowódców 7 Dywizji Pancernej – otrzymał Brylanty (nr 26.) do Krzyża Rycerskiego.
Po zakończeniu działań wojennych znalazł się w brytyjskim obozie jenieckim. Na wieść o śmierci swojej żony Minny (z domu Lohoff), poprosił o pozwolenie na uczestnictwo w jej pogrzebie, jednak nie uzyskał na to zgody. W 1949 roku ponownie się ożenił, a rok później urodził mu się syn Dietrich.
Po wojnie Mauss powrócił do pracy w swoim zawodzie, prowadził gabinet stomatologiczny. Jego prośba o przyjęcie do Bundeswehry zostało odrzucone z przyczyn zdrowotnych. Zmarł 9 lutego 1959 roku w Hamburgu na zawał serca, będący następstwem przewlekłej choroby.

### Awanse
- Leutnant – 1915
- Major – 1 kwietnia 1938
- Oberstleutnant – 1 kwietnia 1941
- Oberst – 1942
- Generalmajor – 1 kwietnia 1944
- Generalleutnant – 10 października 1944
- General der Panzertruppe – 1 kwietnia 1945

### Odznaczenia[1]
- Krzyż Rycerski Krzyża Żelaznego z Liśćmi Dębu, Mieczami i Brylantami
  - Krzyż Rycerski Krzyża Żelaznego – 26 listopada 1941
  - 335. Liście Dębu – 24 listopada 1943
  - 101. Miecze – 23 października 1944
  - 26. Brylanty – 15 kwietnia 1945
- Złoty Krzyż Niemiecki – 11 marca 1943
- Krzyż Żelazny I Klasy (1914) z okuciem ponownego nadania (1939)
- Krzyż Żelazny II Klasy (1914) z okuciem ponownego nadania (1939)
- Krzyż Honorowy za Wojnę 1914/1918 (dla Frontowców)
- Medal za Kampanię Zimową na Wschodzie 1941/1942
- Złota Odznaka za Rany
- Srebrna Odznaka za Rany (1939)
- Czarna Odznaka za Rany (1918)
- Odznaka za Służbę Wojskową IV Klasy – (Wehrmacht-Dienstauszeichnung)
- Odznaka za Służbę Wojskową III Klasy
- Srebrna Odznaka Pancerna (III klasa)
- Brązowa Odznaka za Walkę Wręcz (Nahkampfspange)